# Viadotto Platano
Der Viadotto Platano ist eine Autobahnbrücke im Zuge des Raccordo autostradale 5 zwischen Salerno und Potenza. Sie steht in den Bergen oberhalb des Ortes Romagnano al Monte über der Schlucht des Torrente Platano, der hier die Grenze zwischen den italienischen Regionen Campania und Basilicata bildet.
Das von Silvano Zorzi und Sabatino Procaccia entworfene und 1978 eröffnete Viadotto Platano ist eine der höchsten Brücken der Welt, die dritthöchste Brücke Italiens und nach dem ebenfalls von Zorzi und Procaccia entworfenen Viadotto Sfalassà die zweithöchste Sprengwerkbrücke der Welt.
Die 630 m lange und 19,1 m breite Brücke hat 2 × 2 durch Leitplanken getrennte Fahrbahnen ohne Pannenstreifen.
Ihre Hauptöffnung besteht aus einem stählernen Fahrbahnträger, der von zwei ebenfalls stählernen schrägen Streben als Sprengwerk gestützt wird. Die Hauptöffnung ist 291 m weit. Die Fahrbahn befindet sich rund 220 m über dem Talboden. Der Fahrbahnträger besteht aus einem 6,3 m breiten und 5,2 m hohen Hohlkasten, der innen durch Andreaskreuz-Streben ausgesteift wird, und einer überstehenden orthotropen Platte, die von seitlichen Kragarmen gestützt wird.
Die Pfeiler zu beiden Seiten der Hauptöffnung und die von ihnen getragenen Fahrbahnträger sind aus Stahlbeton bzw. Spannbeton.

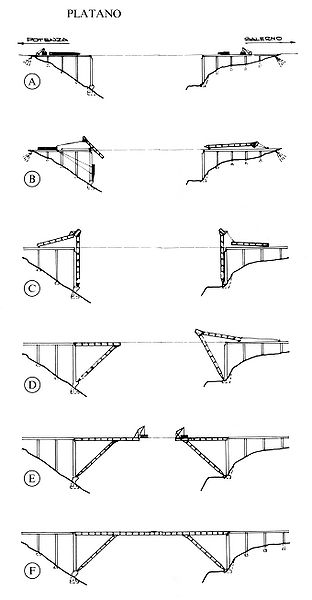
Schema des Bauablaufs

Im Bauablauf wurde das gleiche Verfahren angewendet wie zuvor beim Viadotto Sfalassà und danach beim Ponte Cadore: zunächst wurden die Straßenverbindungen sowie die seitlichen Betonpfeiler und Fahrbahnträger hergestellt, so dass eine Zufahrt zu der Öffnung über der Schlucht möglich war. Die A-förmigen Streben wurden anschließend weitgehend in horizontaler Lage auf der Straße vor der Brückenöffnung hergestellt. Danach wurden sie mit den Füßen voran in die Öffnung geschoben, bis sie, von Seilen gesichert, langsam in eine senkrechte Lage neben den Pfeilern abkippten und auf ihre Lager neben den Pfeilersockeln abgelassen wurden, wo sie drehbar befestigt wurden. Viele Segmente der Fahrbahnträger wurden ebenfalls auf der Straße beidseits der Brückenöffnung hergestellt. Die beiden Streben wurden danach mit den Segmenten verbunden, anschließend wurden beide, von Seilen gehalten, in ihre endgültige schräge Lage über der Schlucht gebracht. Die verbleibende Öffnung wurde schließlich im Freivorbau geschlossen.